# Seznam predsednikov Urugvaja
To je seznam urugvajskih predsednikov. 
| Od-do     | Predsednik                                           | Stranka       |
| --------- | ---------------------------------------------------- | ------------- |
| 1830-1834 | Fructuoso Rivera                                     | Colorado      |
| 1834-1835 | Carlos Anaya (v. d.)                                 |               |
| 1835-1838 | Manuel Oribe                                         | Nacional      |
| 1838      | Gabriel Antonio Pereira (v. d.)                      |               |
| 1838-1839 | Fructuoso Rivera                                     | Colorado      |
| 1839      | Gabriel Antonio Pereira (v. d.)                      |               |
| 1839-1843 | Fructuoso Rivera                                     | Colorado      |
| 1843-1852 | Joaquín Suárez de Rondelo (v. d.)                    | Colorado      |
| 1852      | Bernardo Berro (v. d.)                               | Nacional      |
| 1852-1853 | Juan Francisco Giró                                  | Nacional      |
| 1853-1854 | začasna uprava                                       |               |
| 1854-1855 | Venancio Flores                                      | Colorado      |
| 1855-1856 | Manuel Basilio Bustamante (v. d.)                    | Colorado      |
| 1856      | José María Plá (v. d.)                               | Colorado      |
| 1856-1860 | Gabriel Antonio Pereira                              |               |
| 1860-1864 | Bernardo Berro                                       | Colorado      |
| 1864-1865 | Atanasio Aguirre (v. d.)                             | Nacional      |
| 1865      | Tomás Villalba                                       | Colorado      |
| 1865-1868 | Venancio Flores (začasni)                            | Nacional      |
| 1868      | Pedro Varela (v. d.)                                 | Colorado      |
| 1868-1872 | Lorenzo Batlle y Grau                                | Colorado      |
| 1872-1873 | Tomás Gomensoro (v. d.)                              | Colorado      |
| 1873-1875 | José Eugenio Ellauri (v. d. do leta 1873)            | Colorado      |
| 1875      | Pedro Varela (začasni)                               | Colorado      |
| 1875      | Pedro Carve                                          | Colorado      |
| 1875-1876 | Pedro Varela                                         | Colorado      |
| 1876-1879 | Lorenzo Latorre (začasni)                            | Colorado      |
| 1879      | Francisco Antonino Vidal (v. d.)                     | Colorado      |
| 1879-1880 | Lorenzo Latorre                                      | Colorado      |
| 1880-1882 | Francisco Antonino Vidal (v. d. do 1880)             | Colorado      |
| 1882      | Alberto Flangini (v. d.)                             | Colorado      |
| 1882-1886 | Máximo Santos                                        | Colorado      |
| 1886      | Francisco Antonino Vidal                             | Colorado      |
| 1886      | Máximo Santos (v. d.)                                | Colorado      |
| 1886-1890 | Máximo Tajes                                         | Colorado      |
| 1890-1894 | Julio Herrera y Obes                                 | Colorado      |
| 1894      | Duncan Stéwart (v. d.)                               | Colorado      |
| 1894-1897 | Juan Idiarte Borda                                   | Colorado      |
| 1897-1899 | Juan Lindolfo Cuestas (v. d. do 1898, potem začasni) | Colorado      |
| 1899      | José Batlle y Ordóñez (v. d.)                        | Colorado      |
| 1899-1903 | Juan Lindolfo Cuestas                                | Colorado      |
| 1903-1907 | José Batlle y Ordóñez                                | Colorado      |
| 1907-1911 | Claudio Wílliman                                     | Colorado      |
| 1911-1915 | José Batlle y Ordóñez                                | Colorado      |
| 1915-1919 | Feliciano Viera                                      | Colorado      |
| 1919-1923 | Baltasar Brum                                        | Colorado      |
| 1923-1927 | José Serrato                                         | Colorado      |
| 1927-1931 | Juan Campisteguy                                     | Colorado      |
| 1931-1938 | Gabriel Terra                                        | Colorado      |
| 1938-1943 | Alfredo Baldomir                                     | Colorado      |
| 1943-1947 | Juan José de Amézaga                                 | Colorado      |
| 1947      | Tomás Berreta                                        | Colorado      |
| 1947-1951 | Luis Batlle Berres                                   | Colorado      |
| 1951-1955 | Andrés Martínez Trueba                               | Colorado      |
| 1955-1956 | Luis Batlle Berres                                   | Colorado      |
| 1956-1957 | Alberto Fermín Zubiría                               | Colorado      |
| 1957-1958 | Arturo Lezama                                        | Colorado      |
| 1958-1959 | Carlos Fischer                                       | Colorado      |
| 1959-1960 | Martín Echegoyen                                     | Nacional      |
| 1960-1961 | Benito Nardone                                       | Nacional      |
| 1961-1962 | Eduardo Víctor Haedo                                 | Nacional      |
| 1962-1963 | Faustino Harrison                                    | Nacional      |
| 1963-1964 | Daniel Fernández Crespo                              | Nacional      |
| 1964-1965 | Luis Giannattasio                                    | Nacional      |
| 1965-1966 | Washington Beltrán                                   | Nacional      |
| 1966-1967 | Alberto Héber Usher                                  | Nacional      |
| 1967      | Óscar Diego Gestido                                  | Colorado      |
| 1967-1972 | Jorge Pacheco Areco                                  | Colorado      |
| 1972-1976 | Juan María Bordaberry                                | Colorado      |
| 1976      | Alberto Demicheli (v. d.)                            |               |
| 1976-1981 | Aparicio Méndez                                      | Nacional      |
| 1981-1985 | Gregorio Álvarez                                     | vojska        |
| 1985      | Rafael Addiego Bruno (v. d.)                         |               |
| 1985-1990 | Julio María Sanguinetti                              | Colorado      |
| 1990-1995 | Luis Alberto Lacalle                                 | Nacional      |
| 1995-2000 | Julio María Sanguinetti                              | Colorado      |
| 2000-2005 | Jorge Batlle                                         | Colorado      |
| 2005-2010 | Tabaré Vázquez                                       | Frente Amplio |
| 2010-2015 | José Mujica                                          | Frente Amplio |
| 2015-2020 | Tabaré Vázquez                                       | Frente Amplio |
| 2020-     | Luis Lacalle Pou                                     | Nacional      |